# Leslie Thorne
Leslie Thorne, né le 23 juin 1916 à Greenock (Renfrewshire) et mort le 9 juillet 1955 à Troon (South Ayrshire), est un ancien pilote automobile écossais.
Il a disputé quelques courses de formule 1 au milieu des années 1950, sur Connaught, et a notamment pris le départ du Grand Prix de Grande-Bretagne, comptant pour le championnat du monde, en 1954.

## Résultats en championnat du monde de Formule 1
| Saison | Écurie        | Châssis     | Moteur                 | Pneus  | GP disputé      | Résultat | Classement |
| ------ | ------------- | ----------- | ---------------------- | ------ | --------------- | -------- | ---------- |
| 1954   | Ecurie Ecosse | Connaught A | Lea Francis 4 en ligne | Dunlop | Grande Bretagne | 14e      | n.c.       |